# Adam Highfield
Adam Highfield (1 de marzo de 1981) es un futbolista neozelandés que juega como arquero en el Ferrymead Bays.

## Carrera
Inició su carrera en Finlandia, fue suplente en FC Jokerit y Atlantis FC en los años 2002 y 2005 respectivamente, sin lograr jugar en ninguno de los dos clubes. En 2006 regresó a Nueva Zelanda para jugar en el Canterbury United. En 2010 fue traspasado al Otago United, pero en 2011 volvió al Canterbury. Dejó el club en 2015, para luego ser contratado por el Ferrymead Bays.

### Clubes
| Club              | País          | Año             |
| ----------------- | ------------- | --------------- |
| FC Jokerit        | Finlandia     | 2002            |
| Atlantis FC       | Finlandia     | 2005            |
| Canterbury United | Nueva Zelanda | 2006 - 2010     |
| Otago United      | Nueva Zelanda | 2010 - 2011     |
| Canterbury United | Nueva Zelanda | 2011 - 2015     |
| Ferrymead Bays    | Nueva Zelanda | 2015 - Presente |

### Selección nacional
Highfield jugó en la selección Sub-20 de Nueva Zelanda en las eliminatorias para la Copa Mundial de Fútbol Sub-20 de 2001.